# Université nationale du Rwanda

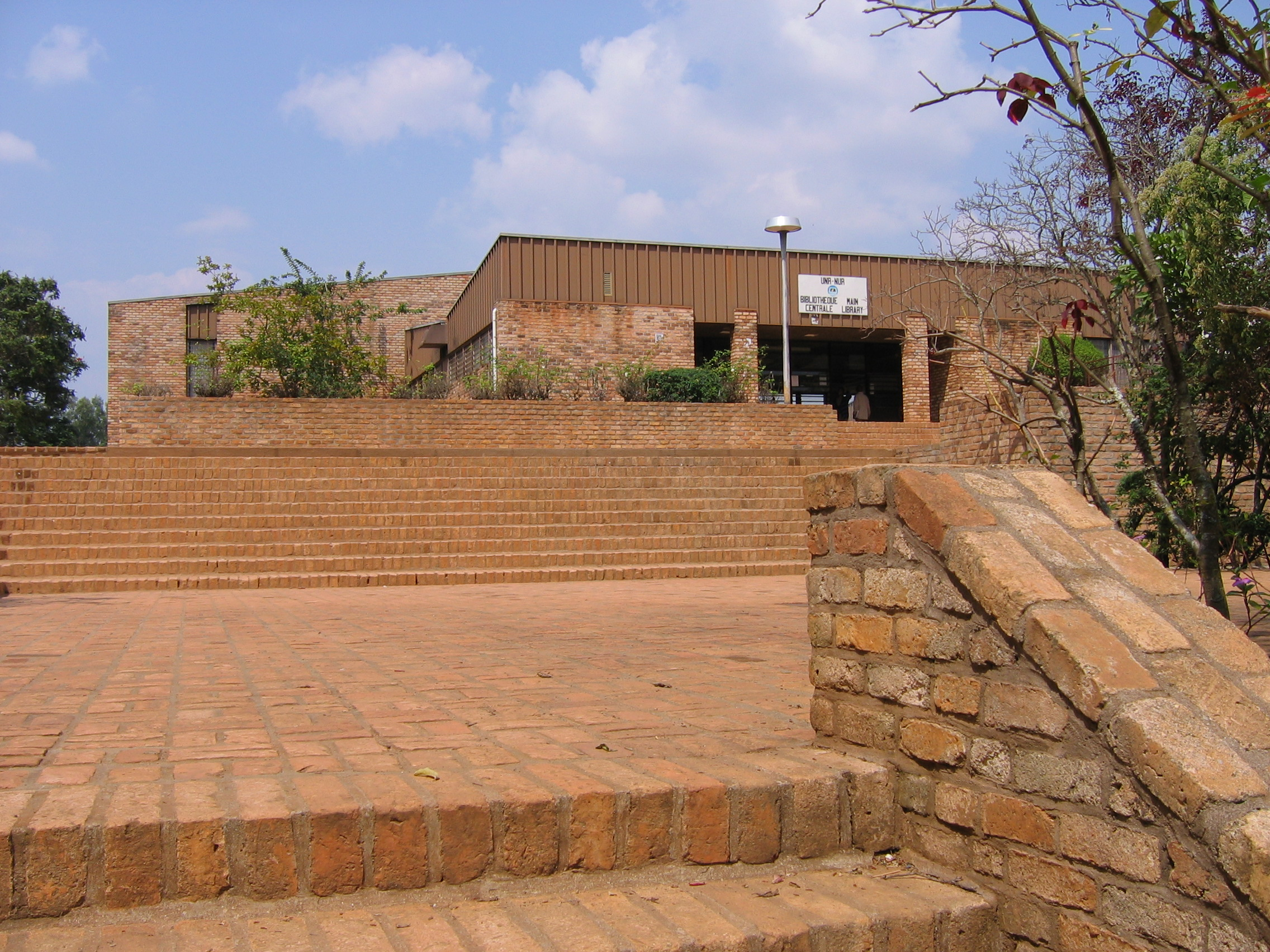
Die Bibliothek der Universitat, 2004

Die Université nationale du Rwanda (engl. National University of Rwanda, Abkürzung NUR) ist eine staatliche Universität in Ruanda. Bis sie 2013 in die neu gegründete University of Rwanda (Abkürzung UR) integriert wurde, war sie mit etwa 11.000 Studenten und etwa 1.000 Beschäftigten die größte Universität des Landes. Sie hat ihren Sitz in der Südprovinz. Der Campus der Universität befindet sich in der Stadt Butare.

## Geschichte

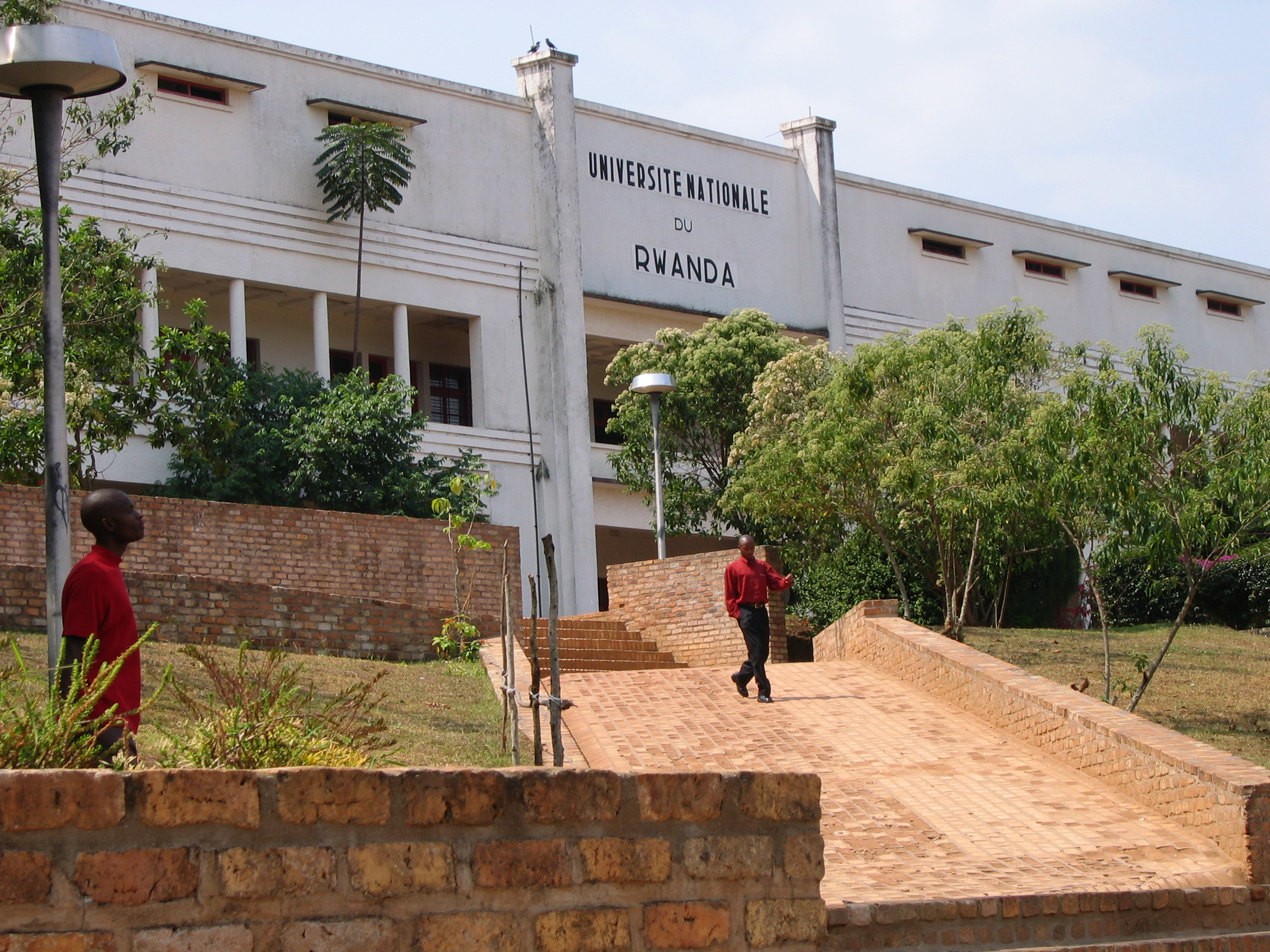
Universitätsgebäude 2004

Die Universität wurde als erste höhere Bildungseinrichtung von Ruanda am 3. November 1963 gegründet.
1963 hatte die Universität 49 Studenten, 1993 waren es rund 3.000 an Standorten in Butare, Kigali und Ruhengeri. 1994 wurde die Universität auf Grund des Kriegs im Land und dem Völkermord geschlossen, nachdem Studenten und Hochschulmitarbeiter getötet und große Teile der Einrichtung gestohlen oder vernichtet worden waren. Im März 1995 konnte die Universität am Standort Butare mit acht Fakultäten und zwei Schulen wiedereröffnen. Seitdem wuchs die Universität stark; nach dem Höchststand von Studenten im Jahr 2011 (mit etwa 12.000) hatte sie 2012 etwa 11.000 Studenten.

## Sonstiges
Die Universität verwaltet die länderspezifische Domain .rw.
Es besteht eine Partnerschaft des Agricultural Research Institute der Uni mit dem „Rwanda Development Board“ zur Erforschung und Entwicklung des 40 km weiter westlich gelegenen Nyungwe National Parks, einem der drei Nationalparks in Ruanda.